# DeviantArt
DeviantArt és una comunitat en línia. El lloc web va ser llançat el 7 d'agost de 2000 per Angelo Sotira, Scott Jarkoff, Matthew Stephens i altres. S'organitza en: art digital, art tradicional, fotografia, objectes manufacturats, cinema i animació, històries breus, Flash, disseny i icones, customització, còmics i dibuixos animats, manga i anime, fan art, projectes de la comunitat i esbossos.
DeviantArt, Inc té la seu a l'àrea de Hollywood de Los Angeles, Califòrnia, als Estats Units. La mascota oficial és un gat robòtic anomenat Fella. Durant l'any 2008 tenia aproximadament 36 milions de visitants anuals. En el 2010, els usuaris de DeviantArt formulaven més d'1,4 milions de "favorits" i 1,5 milions de comentaris cada dia. A partir de juliol de 2011, va esdevenir la 13a xarxa social més gran amb 3,8 milions de visites setmanals. El 2017, la pàgina web tenia més de 25 milions de membres registrats i al voltant de 250 milions d'arxius.

## Història
DeviantArt va començar com un lloc on es connectaven les persones que agafaven aplicacions informàtiques i les modificaven segons els seus gustos. Com el lloc va créixer, els membres en general a ser coneguts com a "deviants" i les seves publicacions com a "deviations". DeviantArt va ser llançat originalment el 7 d'agost de 2000 per Scott Jarkoff, Matt Stephens, Angelo Sotira i altres com a part d'una xarxa més àmplia de pàgines web relacionades amb la música anomenada la Xarxa DMusic. El lloc va florir en gran part a causa de ser únic i per les contribucions dels membres i un equip de voluntaris després del seu llançament, però va ser incorporat oficialment en 2001 prop de vuit mesos després del seu llançament.
DeviantArt es va inspirar lliurement per projectes com ara customize.org, deskmod.com, screenphuck.com i skinz.org, tots ells llocs web basats en l'aspecte de les aplicacions. Sotira va confiar tots els aspectes públics del projecte a Scott Jarkoff com a enginyer i visionari per iniciar el programa abans d'hora. Els tres co-fundadors compartien orígens en la comunitat d'editar l'aspecte de les aplicacions, però va ser Matt Stephens el que va fer l'important suggeriment de portar el concepte més enllà d'editar l'aspecte de les aplicacions i més cap a una "comunitat artística". Moltes de les persones que intervenien en el desenvolupament inicial i la promoció de DeviantArt encara mantenen la funció que tenien durant el projecte, des dels administradors als voluntaris que serveixen com a directors de galeries i administració de xarxes de missatges.